# Union sportive municipale Montargis football
L'USM Montargis football est un club de football basé à Montargis, dans le département du Loiret, en région Centre-Val de Loire.

## Historique

### Débuts jusqu'en CFA (1919-1955)
En 1883, l’Union sportive montargoise est fondée en tant que société omnisports. L’US Montargis football, plus ancien club du Loiret, est créée le 1er septembre 1919. En 1945, la société est renommée en « Union sportive municipale montargoise », formule bénéfique pour l’ensemble des diverses sections grâce à l’aide apportée par les municipalités successives.
La section football connait ses heures de gloire de 1953 à 1955, saisons où elle participe au championnat de France amateurs (CFA) qui réunit l’élite du football amateur. À cette période, le club connaît aussi un 16e de finale de Coupe de France 1955-1956 contre l’Olympique de Marseille (4-1).

### Régional puis Division 4 (1955-2000)
Revenue en championnat de division d’honneur, l’USMM élimine les professionnels du Stade rennais (1re division) lors des 32e de finale de la Coupe de France 1960-1961 (1-0). La presse nationale s’empare de l’événement. En 16e de finale, battant le record du stade de Fontainebleau, leur antre pour l'occasion, le RC Strasbourg (D2) vient à bout des Montargois qui s’effondrent après avoir tenu tête pendant plus de 70 minutes de jeu (4-0).
L’USMM connaît alors des hauts et des bas. Malgré quelques bonnes saisons en division d’honneur, la relégation en Promotion d’honneur arrive, puis la descente en Promotion de Ligue.
À l’aube de la saison 1977-1978, une nouvelle équipe de dirigeants arrive. Ambitieux, et avec l’aide du maire en place, ils font appel à un entraîneur de renom, Jean-Baptiste Bordas. Il emmène l’équipe depuis la PL jusqu’en quatrième division nationale. À ce niveau pendant quatre saisons, le club signe une nouvelle page importante de son histoire. Au départ de l’entraîneur, les joueurs s’égayèrent et malgré les efforts des dirigeants en place, c'est à nouveau l’effondrement.
Des saisons bonnes, des moins bonnes, les problèmes de société qui viennent polluer l’intérieur même de la section. Des dirigeants se remobilisent. Avec l’encadrement technique, ils luttent pour redonner à cette section l’image perdue d’une association à but sportif. Quatre années de galère avec en prime une descente au niveau départemental.

### Nouveau projet et remontée en National (depuis 2000)
Avec le retour de Joël Dubois comme directeur technique, ancien professionnel du Havre notamment puis entraîneur national, une nouvelle dynamique naît. Elle est soutenue par la Municipalité qui entame également des travaux sur les installations du stade, de nouvelles ambitions sont affichées. Le retour en régional est effectif en 2004, puis c’est l’accession en Promotion Honneur en 2006 avec un titre de champion invaincu de PL. La saison suivante, l'équipe fanion enchaîne avec une montée en DHR. À l'intersaison 2007, la section prend son autonomie et devient l'USMM Football pour affirmer encore plus ses ambitions.
Dès 2007-2008, le club monte en Division d'Honneur, l'élite régional, et remporte la coupe du Loiret. En 2010, il compte 340 licenciés et plusieurs équipes jeunes évoluent en régional. Jamais le football montargois a atteint un résultat d'ensemble à ces niveaux de compétitions.
Après la relégation administrative lors de l'exercice 2010-2011, conséquences réglementaires de la défaillance d'un arbitre du club, un nouveau cycle commence en 2011-2012. Le club est champion et retrouve la DH. À la fin de la saison 2012-2013 marquée par le titre en finale de la Coupe du Loiret, contre toute attente, l'entraineur Georges Cazaux décide de quitter le club. Le Comité directeur décide de confier les des seniors à un enfant du club : Julien Dubois, fraîchement diplômé.
La première saison est marquée par un maintien acquis lors des dernières journées, permettant au club de conserver sa place au plus haut étage régional.
En 2017-2018, à la suite de la refonte des championnats et en tant que membre des meilleurs clubs de DH, Montargis intègre le National 3. Les Montargois terminent la saison à la neuvième place avec 33 points. Après plusieurs saisons en National 3, le club termine dernier à l'issue de la saison 2022-2023 et est relégué en Régional 1. Karamba Souaré prend la tête de l'équipe après le départ de Patrice Colas.

## Bilan sportif

### Palmarès et trophées
- DH Centre (2)
  - Champion : 1922 et 1981

### Bilan en division nationale
| Niveau                                        | Saisons | M   | G  | N  | P  | Bp  | Bc  |
| --------------------------------------------- | ------- | --- | -- | -- | -- | --- | --- |
| Championnat de France amateur (D3, 1951-1954) | 3       | 68  |    |    |    |     |     |
| Division 4 (D4, 1981-1985)                    | 4       | 104 | 32 | 21 | 51 | 133 | 166 |
| National 3 (D5, 2017-2023)                    | 6       | 126 | 33 | 34 | 59 | 155 | 215 |

L'USM Montargis monte pour la première fois en division nationale en 1951. Le club joue trois saisons en CFA, alors le plus haut niveau possible pour un club amateur.
En 1982, après avoir remporté le titre de Division d'honneur de la Ligue du Centre, Montargis est promu en Division 4 et s'y maintient trois ans avant d'être relégué en 1985.
En 2017, sa neuvième place en DH Centre lui permet d'être retenu pour former la poule régional de National 3. À l'issue de la saison 2022-2023, l'USM Montargis est relégué en Régional 1, après 6 saisons passées à cet échelon.
| Saisons en division nationale | Saisons en division nationale | Saisons en division nationale | Saisons en division nationale | Saisons en division nationale | Saisons en division nationale | Saisons en division nationale | Saisons en division nationale | Saisons en division nationale | Saisons en division nationale | Saisons en division nationale |
| Saison                        | Championnat                   | Class.                        | Pts                           | M                             | G                             | N                             | P                             | Bp                            | Bc                            | Diff                          |
| ----------------------------- | ----------------------------- | ----------------------------- | ----------------------------- | ----------------------------- | ----------------------------- | ----------------------------- | ----------------------------- | ----------------------------- | ----------------------------- | ----------------------------- |
| 1951-1952                     | CFA - Gr. Ouest               | 8e/12                         | 17                            | 22                            | 7                             | 3                             | 12                            | 29                            | 40                            | -11                           |
| 1952-1953                     | CFA - Gr. Centre              | 7e/12                         | 20                            | 22                            | 8                             | 4                             | 10                            | 26                            | 35                            | -9                            |
| 1953-1954                     | CFA - Gr. Nord                | 11e/13                        | 20                            | 24                            | 7                             | 6                             | 11                            | 27                            | 44                            | -17                           |
| ...                           |                               |                               |                               |                               |                               |                               |                               |                               |                               |                               |
| 1981-1982                     | Division 4 - Gr. B            | 5e/14                         | 29                            | 26                            | 11                            | 7                             | 8                             | 42                            | 31                            | 11                            |
| 1982-1983                     | Division 4 - Gr. E            | 10e/14                        | 21                            | 26                            | 8                             | 5                             | 13                            | 31                            | 39                            | -8                            |
| 1983-1984                     | Division 4 - Gr. E            | 9e/14                         | 24                            | 26                            | 9                             | 6                             | 11                            | 37                            | 32                            | +5                            |
| 1984-1985                     | Division 4 - Gr. E            | 14e/14                        | 11                            | 26                            | 4                             | 3                             | 19                            | 23                            | 64                            | -41                           |
| ...                           |                               |                               |                               |                               |                               |                               |                               |                               |                               |                               |
| 2017-2018                     | National 3 - Gr. CVDL         | 9e/14                         | 33                            | 26                            | 9                             | 6                             | 11                            | 31                            | 44                            | -13                           |
| 2018-2019                     | National 3 Gr. CVDL           | 10e/14                        | 30                            | 26                            | 8                             | 6                             | 12                            | 38                            | 50                            | -12                           |
| 2019-2020                     | National 3 Gr. CVDL           | 10e/14                        | 19                            | 17                            | 4                             | 8                             | 5                             | 20                            | 20                            | 0                             |
| 2020-2021                     | National 3 - Gr. CVDL         | 13e/14                        | 3                             | 5                             | 1                             | 0                             | 4                             | 5                             | 8                             | -3                            |
| 2021-2022                     | National 3 - Gr. CVDL         | 11e/14                        | 29                            | 26                            | 8                             | 5                             | 13                            | 33                            | 40                            | -7                            |
| 2022-2023                     | National 3 - Gr. CVDL         | 14e/14                        | 18                            | 26                            | 3                             | 9                             | 14                            | 28                            | 53                            | -25                           |

## Personnalités

### Présidents
| Nom            | Période        | Métier                          |
| -------------- | -------------- | ------------------------------- |
| Marchaison     |                | Négociant en viandes            |
| Legrand        | 1955           | Pharmacien                      |
| Dumez          | 1955 - 1959/60 | Boucher                         |
| Laurent        | 1959/60 - 1963 |                                 |
| Makaroski      | 1963 - 196?    | Chirurgien-dentiste             |
| Barrault       | 196? - 1968    | Hôtelier                        |
| Jacques Pay    | 1968 - 1970    | Restaurateur                    |
| Jacques Dewert | 1970 - 1972    | Cadre collectivité territoriale |
| Albert Mimoun  | 1972 - 1975    | Docteur en médecine             |
| Alain Bourdeau | 1975 - 1983    | Notaire                         |

| Nom                 | Période               | Métier                          |
| ------------------- | --------------------- | ------------------------------- |
| Jean-François Dépée | 1983 - 1985           | Cadre bancaire                  |
| Gérard Desvignes    | 1985 - 1987           | Chirurgien                      |
| Alain Delafosse     | 1987 - 1992           | Directeur agence transports     |
| Philippe Samson     | 1992 - 1994           | Commerçant                      |
| Bruno Habert        | 1994 - 1997           | Chef entreprise                 |
| Jean-François Dépée | 1997 - mars 2009      | Cadre bancaire / Retraité       |
| Alain Desoeuvres    | mars 2009 - juin 2010 | Technicien                      |
| Paul Roemer         | 2010 - 2015           | Retraité de l’industrie         |
| Damien Lubac        | 2015-2019             | Cadre collectivité territoriale |
| Alain Delas         | 2019-2020             |                                 |
| Cyril Martini       | depuis 2020           | Chef d'entreprise               |

### Entraîneurs
| Période     | Nom                  |
| ----------- | -------------------- |
| 1977-1981   | Jean-Baptiste Bordas |
| 1985-1986   | Bernard Maccio       |
|             | Joël Dubois          |
| 2012 - 2014 | Georges Cazeaux      |
| 2019 - 2023 | Patrice Colas        |
| 2023 - .... | Karamba Souaré       |

À l’aube de la saison 1977-1978, une nouvelle équipe de dirigeants arrive. Ambitieux, et avec l’aide du maire en place, ils font appel à un entraîneur de renom, Jean-Baptiste Bordas. Ancien joueur professionnel qui a participé à la première campagne européenne de l’AS Saint-Étienne en 1957-1958, il revient ensuite entraîner l’Arago d’Orléans, son club d’origine en 3e division nationale. Il emmène l’équipe depuis la PL jusqu’en quatrième division nationale. À ce niveau pendant quatre saisons, le club signe une nouvelle page importante de son histoire.
À l’aube de la saison 2001-2002, il est fait appel à un nouvel entraîneur. Il connaît bien la section pour y avoir précédemment exercé en tant qu’entraîneur-joueur pendant sept ans. Ancien professionnel passé notamment par Le Havre, il encadre précédemment des jeunes au niveau national. Joël Dubois est nommé directeur technique de la section. Il gère les éducateurs auprès de chacune des catégories de joueurs, il est chargé de l’entraînement des joueurs seniors et plus particulièrement l’encadrement de l’équipe fanion.

### Joueurs
L'international togolais Affo Érassa, qui vient de disputer la Coupe du monde 2006, arrive à l'USM pour deux saisons.
Serhou Guirassy grandit dans le quartier de Chautemps à Montargis. Il commence la pratique du football à l'USM puis à la J3 d'Amilly, deux clubs du Loiret. Il évolue alternativement dans les deux clubs jusqu'à la catégorie des moins de 15 ans, en 2011.